# Поліметали Івано-Франківської області
Поліметали Івано-Франківської області
В Івано-Франківській області розташована частина Чивчинського рудного району, який разом з Рахівським, є фрагментом Мармароського кристалічного масиву. В його межах на території Румунії знайдені колчедано-поліметалічні (Фундул-Молдове, Рушул-Урсулуй, Пожорита, Валя Колбулуй) та барит-поліметалічні (Джемені, Слетіора) родовища. В Чивчинському рудному районі виявлені рудопрояви заліза, марганцю, свинцю, цинку, міді, золота, урану. На сьогодні вони недостатньо вивчені, тому практичного значення не мають. Найбільш типовим є поліметалічний рудопрояв Баласинув (Рудний), по якому прогнозні ресурси складають: цинку — 1,3 тис. т, свинцю — 0,75 тис. т. Рудопрояв розташований в Верховинському районі за 42 км на південний схід від м. Верховина на схилі долини струмка Рудний, притоки р. Баласинув.
Рудна мінералізація локалізується в гідротермально-змінених породах кварцито-сланцевої товщі лостунської світи. Встановлені як суцільні, так і вкраплені руди. Рудні тіла мають форму пластових покладів різної потужності, які залягають згідно з вміщуючими породами. Виділено три типи зруденіння: мідноколчеданне, поліметалічне і уранове. Мідноколчеданне зруденіння приурочене до окварцьованих і хлоритизованих кварцово-польовошпатових порід. Простежене по простяганню на 80 м при максимальній потужності до 3,0 м. Рудні мінерали представлені піритом і халькопіритом, характерною особливістю яких є підвищена міденосність (до 1%) і високим вмістом срібла (до 2200 г/т).
Колчеданно-поліметалічне зруденіння є основним. Розкрито і простежено по простяганню на 80–110 м два відокремлених рудних тіла, потужністю 0,5–10 м (середня — 6,5 м). Головним рудним мінералом є пірит (50–60% загальної маси руди), сфалерит (20–30%), галеніт (Pb–до 1,5%), мідь (до 0,1–0,3%), срібло (до 90 г/т). Колчеданні руди характеризуються високим вмістом миш‘яку. В колчеданно-миш‘якових рудах, які накладені на свинцево-цинкову мінералізацію, встановлений підвищений вміст золота (до 1,6 г/т), срібла (до 336 г/т), сурми (0,01–0,1%).
Комплексний колчеданно-поліметалічно-урановий рудопрояв Малахітовий розташований на лівому схилі струмка Великий Прилучний. Ділянка складена хлорит-серицит-кварцовими сланцями берлібашської світи палеозою, розсіченими дайками порфіритів, жилами кварц-карбонатного складу з сульфідною мінералізацією і колчеданними жилами. Колчеданно-поліметалічне зруденіння має лінзовидну форму, максимальною потужністю в роздувах до 1,1 м. Рудними мінералами є пірит (80–90% руди), халькопірит (Cu — 0,3–6,0%), сфалерит (до 1%), галеніт (≈1%). Уранове зруденіння в зоні перетину розломів субмеридіонального і північно-західного напрямків приурочене до мілонітів потужністю 0,6–1,5 м, в роздувах — до 6м. Максимальна радіоактивність 360–500 мкР/год., вміст урану до 0,02%,  радію в еквіваленті до урану — 0,2%.
В комплексі з ураном в субмеридіональній зоні визначені: до 1,0% — мідь, цинк, свинець, барій, марганець; до 0,1% — кобальт, сурма; 0,003% — нікелю і 0,005% — молібдену.
В північно-західній зоні, де розлом супроводжується дайками порфіроїдів і кварцовими жилами, розкрита колчеданна жила з вмістом заліза — 30%, цинку — 10%, свинцю — 5%, барію — 1%, олова — 0,2%, миш‘яку — 0,002%. Рудопрояв Лостунь розташований за 600 м на південний схід від вершини г. Лостунь, належить до типу свинцево-цинкового зруденіння, пов‘язаного з баритовими, барит-кварцовими і кварц-барит-карбонатними жильними утвореннями в зонах дроблення і мілонітизації в серицит-кварцових і вуглисто-хлорит-серицит-кварцових сланцях нижньоберлібашської підсвіти з дайками порфіритів і діабазових порфіритів. Максимальні вмісти: свинцю — 4,2%, цинку — 0,07–0,11%, міді — 0,12%, срібла — 4- г/т, урану — 0,012%.
В урановому рудопрояві Лостунь-І (за 300 м від впадіння струмка Погрузочного в р. Лостунь) встановлені високі вмісти торію — 0,2%, миш‘яку — 1,0% в супроводі свинцю — 0,5%, сурми — 0,03%, цинку — 0,03%. Встановлено ряд інших аналогічних рудопроявів колчеданно-поліметалічної (з ураном) рудної формації: Альбін, Сулігул, Веснарка, Піритовий, Малий Прилучний. 
Рудопрояви колчеданно-поліметалічного комплексу в Чивчинському рудному районі добре співставляються із колчеданними проявами Румунських Східних Карпат (колчеданне родовище Фундул-Молдовей розташоване на відстані 30 км від рудопрояву Баласинув). Рудопрояви барит-поліметалічного комплексу (рудопрояв Лостунь) паралелізуються з Румунськими родовищами Слетіора і Джеміні.
На ділянках рудопроявів Веснярка і М.Прелучний, де розповсюджені більш метаморфізовані породи, характерні для білопотокської світи, можливе виявлення золотополіметалічних родовищ типу Сауляка (рахівщина).